# Ruha teszi az embert!
A Ruha teszi az embert! (Dress Big) a Született feleségek (Desperate Housewives) című amerikai filmsorozat hatvanharmadik epizódja. Az Amerikai Egyesült Államokban először az ABC (American Broadcasting Company) adó sugározta 2007. április 8-án.

## Mellékszereplők
- Dougray Scott - Ian Hainsworth
- Paxton Whitehead - Graham Hainsworth
- Miriam Flynn - Dr. Maggie Berman
- Jake Cherry - Travers McLain
- Challen Cates - Samantha Lang
- John Slattery - Victor Lang
- Lynn Redgrave - Dahlia Hainsworth
- Kylie Sparks - Kim
- John Bobek - Tucker

## Mary Alice epizódzáró monológja
- A narrátor, Mary Alice monológja az epizód végén így hangzik (a magyar változat alapján):

"Minden feleség szekrényében lapul egy ruhadarab, ami többet mond tulajdonosáról, mint amennyit az illető önmagáról elárulni szeretne. Lehet az egy póló, amit ki nem állhat, mégis szó nélkül felvesz. De lehet egy fehérnemű, amiről tudja, hogy nem az övé, mégis mélyen hallgat róla. Vagy egy ruha, amit egykor szeretett, és most rá sem bír nézni. Igen, egy nőről sokat elárul az, amit magára vesz. De még többet elárul az, amit magáról levesz. Vagy akinek a kedvéért leveszi."

## Epizódcímek szerte a világban
- Angol: Dress Big (Öltözz jól)
- Francia: La planète des fringues (A legyűrés bolygója)
- Német: Kleider machen Leute (Ruha teszi az embert)
- Olasz: Dietro il vestito (Öltözés után)
- Spanyol: Vistete Bien (Öltözz jól!)